# Гутов, Александр Иванович
Алекса́ндр Ива́нович Гу́тов (17 ноября 1907 года — 6 января 1982 года) — советский инженер, директор Всесоюзного проектного и научно-исследовательского института комплексной энергетической технологии (ВНИПИЭТ), член КПСС. Герой Социалистического Труда (1962), лауреат двух Сталинских премий.

## Биография

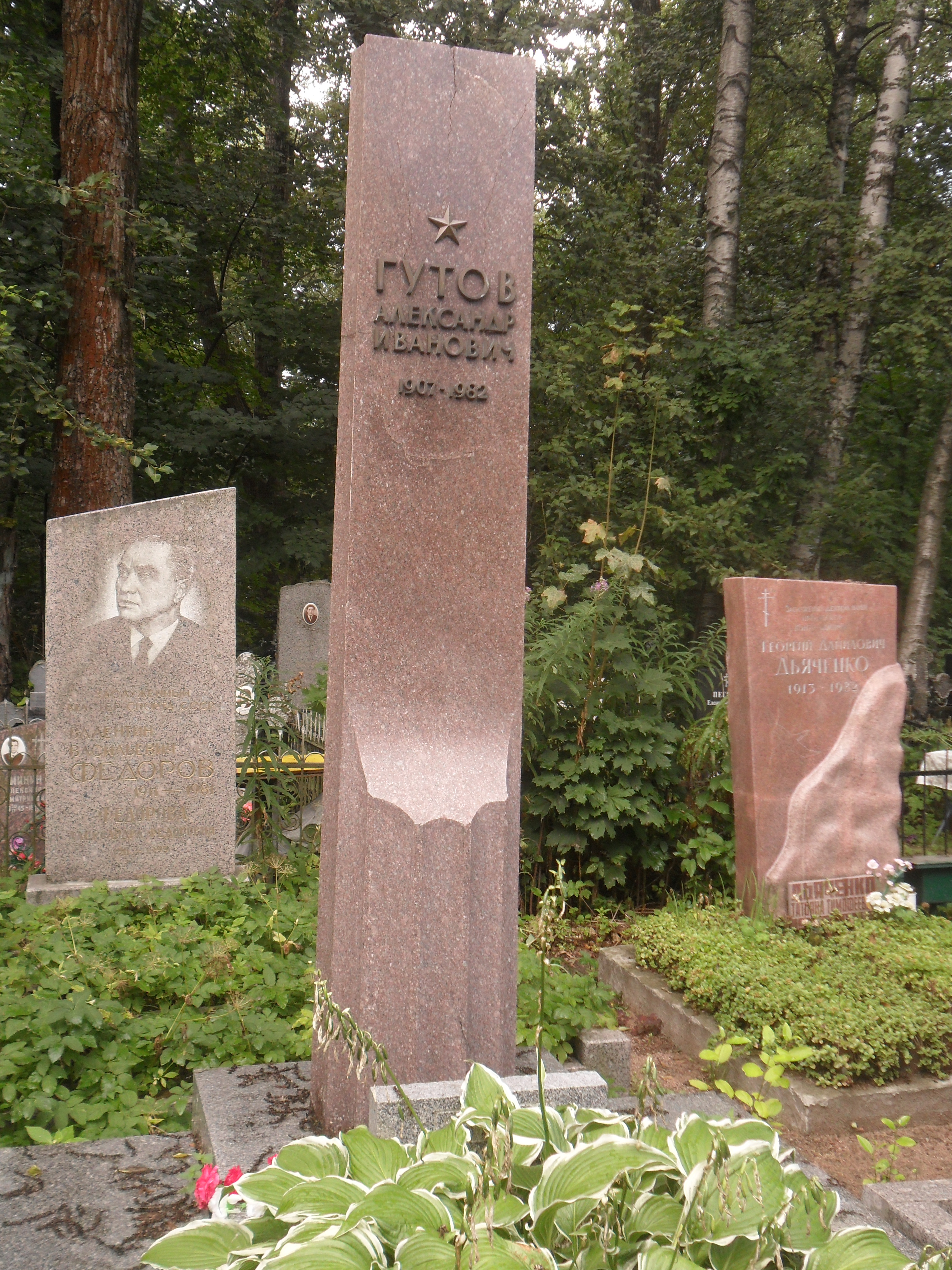
Могила Гутова на Серафимовском кладбище Санкт-Петербурга.

Pодился в городе Санкт-Петербурге в семье рабочего-модельщика Обуховского завода.
В 1925 году окончил школу 2-й ступени в Ленинграде. С этого же года — сотрудник бюро экономики труда Досчатинского завода (Нижегородская область). С 1927 года работал на предприятиях Ленинграда. В 1928 году поступил, а в 1932 году окончил Ленинградский Институт инженеров коммунального строительства. Был направлен на работу в Ленгражданпроект, но в том же году был призван в Красную Армию.
В январе 1934 года уволен в запас и сразу же поступил на работу в проектную организацию «Двигательстрой» (затем ГСПИ-11, позже — ВНИПИЭТ). С 1939 года институт входил в подчинение Народного комиссариата боеприпасов СССР. Там работал на проектных должностях, с 1937 года — старший инженер, с 1938 года — заместитель главного инженера института, с июля 1939 года — главный инженер института, а с октября 1941 года — директор и главный инженер.
В январе 1941 года Александр Иванович находился в служебной командировке в Германии, а утром 22 июня 1941 года был арестован немцами. Подвергался многочисленным допросам и вербовке, но предателем не стал.
В конце июля 1941 года передан в советское посольство и вместе с его персоналом через Швейцарию обменян на персонал германского посольства в Москве. В СССР Гутову также пришлось пройти через многочисленные допросы и проверки, но в конечном итоге он был освобождён от подозрений и вернулся к прежней работе.
С началом Великой Отечественной войны институт начал выполнять срочные правительственные задания по проектированию и реконструкции эвакуированных и вновь создаваемых предприятий оборонной промышленности. За время войны коллектив института под руководством Гутова разработал проектную документацию для строительства, реконструкции и модернизации 252 промышленных предприятий (институт ГСПИ-11 работал в эвакуации в Кирове).
Постановлением ГОКО № 9968сс/оп "О передаче 1-му Главному управлению при Совнаркоме СССР Государственного союзного проектного института № 11 (ГСПИ-11) институт был передан в состав Первого главного управления при СНК СССР и полностью переключён на работу в рамках атомного проекта. Институт выполнял проектно-сметную документацию для строительства комбинатов по производству спецматериалов широкого профиля, заводов по переработке атомных материалов и созданию уникального оборудования. В это число входят такие уникальные промышленные объекты, как комбинат «Маяк», РФЯЦ-ВНИИЭФ, объекты Семипалатинского атомного полигона, Уральский электрохимический комбинат и другие предприятия и учреждения.
Указом Президиума Верховного Совета СССР от 7 марта 1962 года за исключительные заслуги перед государством при выполнении специальных заданий правительства по проектированию предприятий новой отрасли промышленности Гутову Александру Ивановичу было присвоено звание Героя Социалистического Труда.
С 1964 года наряду с прежним объёмом работ институт приступил к проектированию Ленинградской, Курской, Игналинской АЭС, ряда экспериментальных реакторных установок.
В 1972 году ушёл на пенсию. Жил в Ленинграде. Умер 6 января 1982 года. Похоронен на Серафимовском кладбище.

## Награды
- Медаль «Серп и Молот» (07.03.1962)
- Два Ордена Ленина (29.10.1949, 07.03.1962)
- Орден Октябрьской Революции (1971)
- Два Ордена Трудового Красного Знамени (1945, 1953)
- Орден «Знак Почёта» (1957)
- Медаль «За оборону Ленинграда» (1945)
- Медаль «В ознаменование 100-летия со дня рождения Владимира Ильича Ленина»
- Медаль «За доблестный труд в Великой Отечественной войне» (1946)
- Сталинская премия II степени (29.10.1949)
- Сталинская премия III степени (31.12.1953)
- другие награды